# Limnephilus picturatus
Limnephilus picturatus är en nattsländeart som beskrevs av Mclachlan 1875. Limnephilus picturatus ingår i släktet Limnephilus och familjen husmasknattsländor. Arten är reproducerande i Sverige. Inga underarter finns listade i Catalogue of Life.